# Saint-Pourçain-sur-Sioule
Saint-Pourçain-sur-Sioule – miejscowość i gmina we Francji, w regionie Owernia-Rodan-Alpy, w departamencie Allier.

## Demografia
Według danych na rok 1990 gminę zamieszkiwało 5159 osób, a gęstość zaludnienia wynosiła 145 osób/km². W styczniu 2015 r. Saint-Pourçain-sur-Sioule zamieszkiwały 5102 osoby, przy gęstości zaludnienia wynoszącej 143,4 osób/km².